# Liste der Biografien/Ade
Liste der Biografien |
Portal Biografien |
Personensuche
# |
A |
B |
C |
D |
E |
F |
G |
H |
I |
J |
K |
L |
M |
N |
O |
P |
Q |
R |
S |
T |
U |
V |
W |
X |
Y |
Z |
?
 
Aa |
Ab |
Ac |
Ad |
Ae |
Af |
Ag |
Ah |
Ai |
Aj |
Ak |
Al |
Am |
An |
Ao |
Ap |
Aq |
Ar |
As |
At |
Au |
Av |
Aw |
Ax |
Ay |
Az
 
Ada |
Adc |
Add |
Ade |
Adg |
Adh |
Adi |
Adj |
Adk |
Adl |
Adm |
Adn |
Ado |
Adr |
Ads |
Adt |
Adu |
Adv |
Adw |
Ady |
Adz
Die Liste der Biografien führt alle Personen auf, die in der deutschsprachigen Wikipedia einen Artikel haben. Dieses ist eine Teilliste mit 423 Einträgen von Personen, deren Namen mit den Buchstaben „Ade“ beginnt.

## Ade
- Ade (* 1970), britischer Schauspieler
- Ade, Albrecht (* 1932), deutscher Gründungsdirektor der Filmakademie Baden-Württemberg und Hochschullehrer
- Ade, Alfred (1876–1968), deutscher Tierarzt und Naturwissenschaftler
- Ade, Dayo (* 1972), nigerianisch-kanadischer Schauspieler
- Ade, George (1866–1944), US-amerikanischer Schriftsteller
- Ade, Hans Christoph (1888–1981), deutscher Schriftsteller
- Ade, Maren (* 1976), deutsche Filmregisseurin, Drehbuchautorin und Produzentin
- Ade, Mathilde (1877–1953), deutsch-ungarische Graphikerin
- Ade, Meinhard (* 1944), deutscher Verwaltungsjurist
- Adé, Ricardo (* 1990), haitianischer Fußballspieler
- Ade-Eri, Oluwadamilola (* 2002), deutscher Basketballspieler

### Adea
- Adéagbo, Georges (* 1942), beninischer Installationskünstler
- Adeane, Michael, Baron Adeane (1910–1984), britischer Offizier und Höfling
- Adeang, David (* 1969), nauruischer Politiker und PräsidentDavid Adeang (* 1969)

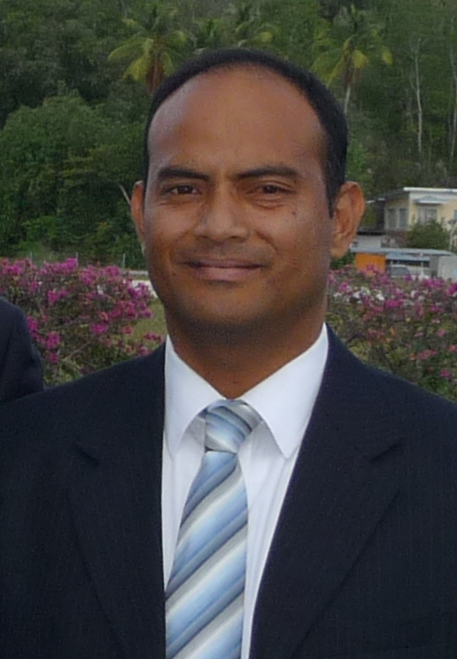
David Adeang (* 1969)

- Adeang, Kennan (1942–2011), nauruischer Politiker

### Adeb
- Adebahr, Felix (* 1995), deutscher Koch
- Adebahr, Gustav (1924–2008), deutscher Gerichtsmediziner
- Adebahr, Lukas (* 1990), deutscher Koch
- Adebajo, Adekeye (* 1966), südafrikanischer Friedensforscher und Autor
- Adebari, Rotimi (* 1964), irisch-nigerianischer Politiker
- Adébáyò, Ayòbámi (* 1988), nigerianische Schriftstellerin
- Adebayo, Bam (* 1997), US-amerikanischer Basketballspieler
- Adebayo, Olamide Toyin (* 1976), nigerianische Badmintonspielerin
- Adebayo, Sunday (* 1973), nigerianischer Basketballspieler
- Adebayor, Emmanuel (* 1984), togoischer Fußballspieler
- Adeberg, Natalie (* 1993), deutsche Handballspielerin
- Adeberg, Peter (* 1968), deutscher Eisschnellläufer
- Adeberg, Sebastian (* 1984), deutscher Basketballspieler
- Adeberg, Ulrike (* 1970), deutsche Eisschnellläuferin
- Adebisi, Mola (* 1973), deutscher Fernsehmoderator, Schauspieler und SängerMola Adebisi (* 1973)

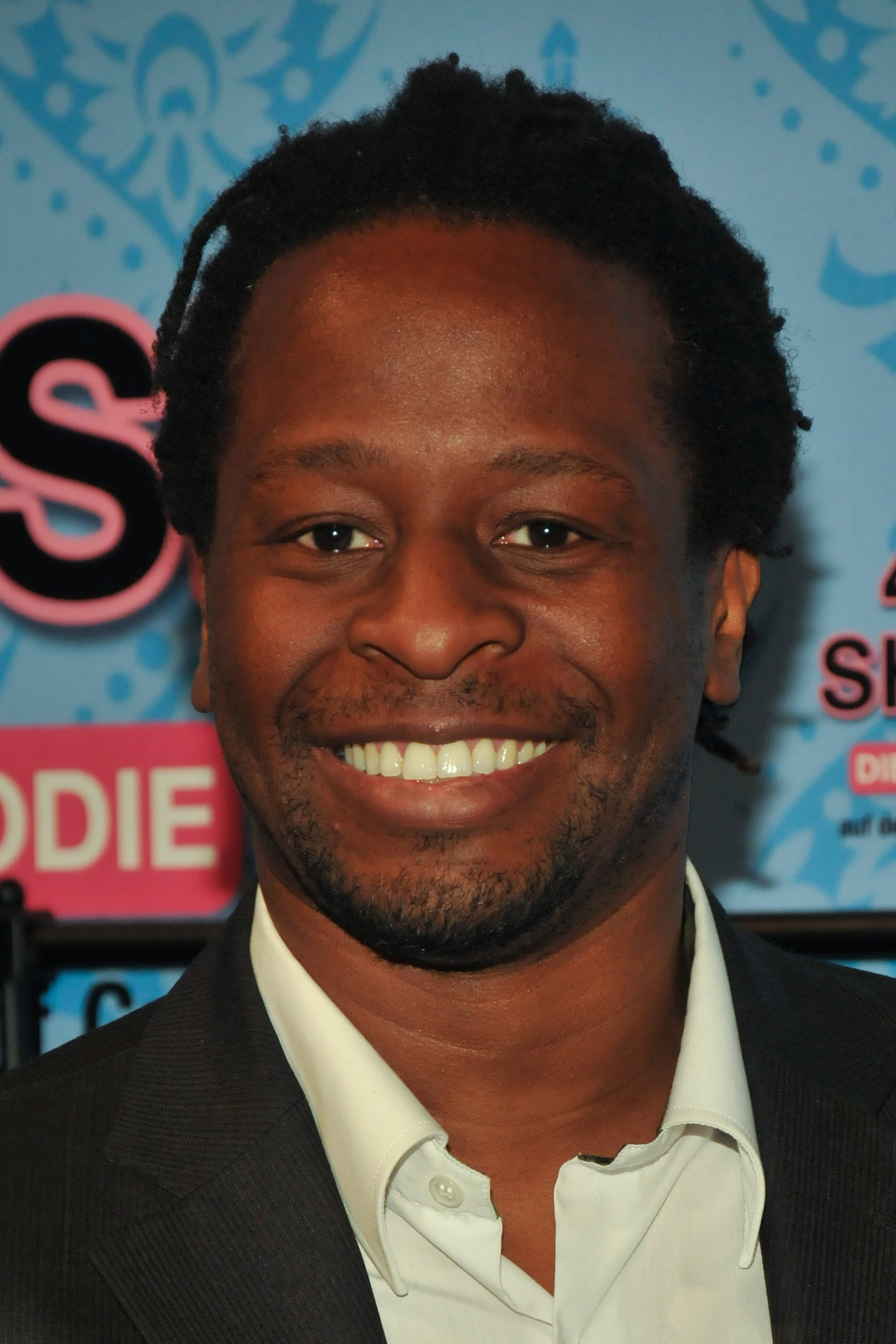
Mola Adebisi (* 1973)

- Adebo, Paulson (* 1999), US-amerikanischer American-Football-Spieler
- Adebola, Dele (* 1975), nigerianischer Fußballspieler
- Adebowale, Victor, Baron Adebowale (* 1962), britischer Politiker und Life Peer

### Aded
- Adedayo, Adelayo (* 1988), britische Schauspielerin
- Adedeji, Adebayo (1930–2018), nigerianischer Politiker, UN-Funktionär und Autor
- Adedeji-Sternberg, Noah (* 2005), belgischer Fußballspieler
- Adedokun, Titilayo (* 1973), US-amerikanische Sängerin (Sopran) und ehemalige Schönheitskönigin
- Adedoyin, Adegboyega Folaranmi (1922–2014), britischer Hoch- und Weitspringer

### Adee
- Adee, Alvey Augustus (1842–1924), US-amerikanischer Diplomat
- Adee, George (1874–1948), US-amerikanischer Footballspieler und Tennisfunktionär
- Adeeb, Ahmed (* 1982), maledivischer Politiker

### Adef
- Adefarasin, Joseph Adetunji (1921–1989), nigerianischer Jurist, Präsident der Liga der Rotkreuz-Gesellschaften
- Adefarasin, Remi (* 1948), britischer Kameramann
- Adefemi, Olubayo (1985–2011), nigerianischer Fußballspieler
- Adefope, Henry (1926–2012), nigerianischer Politiker

### Adeg
- Adegbeingbe, Lawrence (* 1957), nigerianischer Sprinter
- Adegbenro, Samuel (* 1995), nigerianischer Fußballspieler
- Adegbite, Lateef Oladimeji (1933–2012), nigerianischer Jurist und Politiker
- Adegboyega, Emmanuel (* 2003), irischer Fußballspieler
- Adegeest, Loes (* 1996), niederländische Radrennfahrerin
- Adegoke, Enoch (* 2000), nigerianischer Sprinter
- Adegoke, Onaopemipo (* 1999), nigerianischer Squashspieler
- Adegoke, Saidat (* 1985), nigerianische Fußballspielerin

### Adeh
- Adehm, Diane (* 1970), luxemburgische Politikerin, Mitglied der Chamber

### Adei
- Adeimantos, athenischer Stratege
- Adeimantos, Bruder Platons
- Adeimantos, griechischer Soldat

### Adej
- Adejenughure, Kenneth (* 2007), österreichisch-nigerianischer Fußballspieler
- Adejuyigbe, Kunle (* 1977), nigerianischer Leichtathlet

### Adek
- Adekanye, Tomilayo (* 1942), nigerianische Wirtschaftswissenschaftlerin
- Adékoluẹjo, Ronkẹ, britische Filmschauspielerin
- Adekoya, Kemi (* 1993), nigerianisch-bahrainische Hürdenläuferin und Sprinterin
- Adekugbe, Sam (* 1995), kanadisch-nigerianischer FußballspielerSam Adekugbe (* 1995)

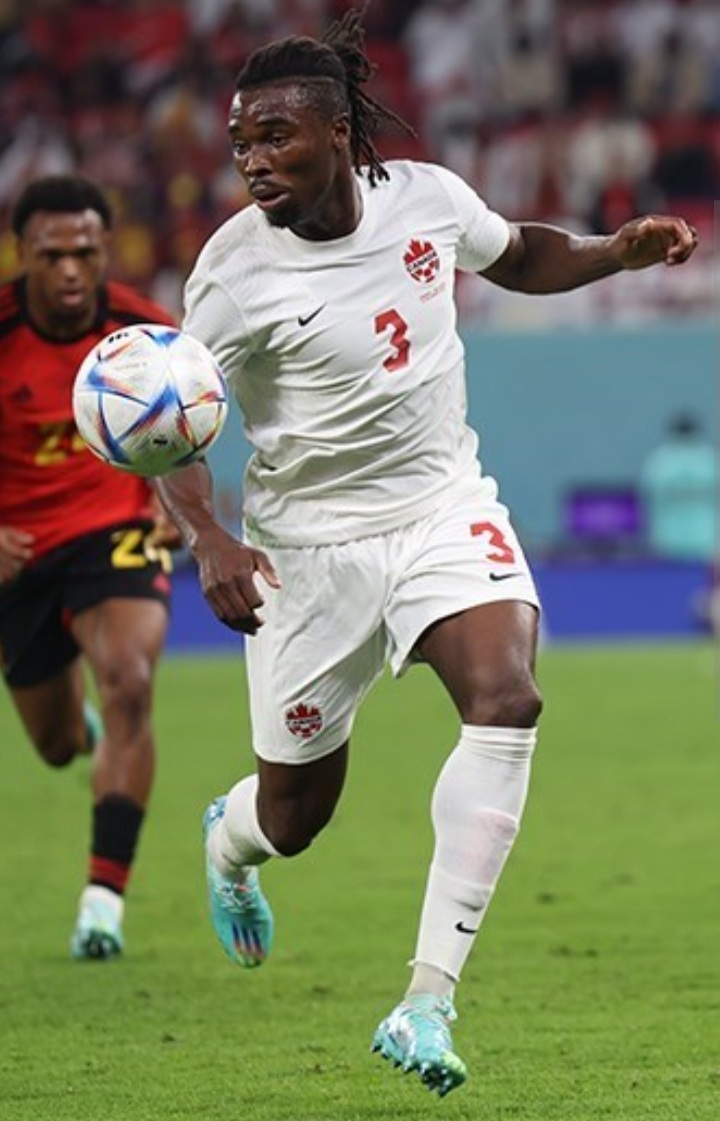
Sam Adekugbe (* 1995)

- Adekunle, Babatunde Luqmon (* 1984), nigerianischer Fußballspieler
- Adekunle, Jasper Bukola (* 1990), nigerianische Sprinterin
- Adekunle, Nolan (* 2002), deutscher Basketballspieler
- Adekuoroye, Odunayo (* 1993), nigerianische Ringerin

### Adel
- Adel al-Dschubeir (* 1962), saudi-arabischer Diplomat und Politiker
- Adel, Atheer (* 1985), deutscher Schauspieler und Musiker irakischer Abstammung
- Adel, Charlotte (1893–1938), deutsche Widerstandskämpferin
- Ädel, Daniel (* 1986), isländischer Eishockeyspieler
- Ädel, Gun (1938–2021), schwedische Skilangläuferin
- Adel, Ibrahim (* 2001), ägyptischer Fußballspieler
- Adel, Kurt (1920–2009), österreichischer Literatur- und Sprachwissenschaftler
- Adel, Lilli (1916–2006), deutsche sozialistische Widerstandskämpferin
- Adel, Matthijs van den (* 1944), niederländischer Bankmanager
- Adel, Saif al-, islamischer Extremist
- Adel, Sharon den (* 1974), niederländische Sängerin und SongschreiberinSharon den Adel (* 1974)

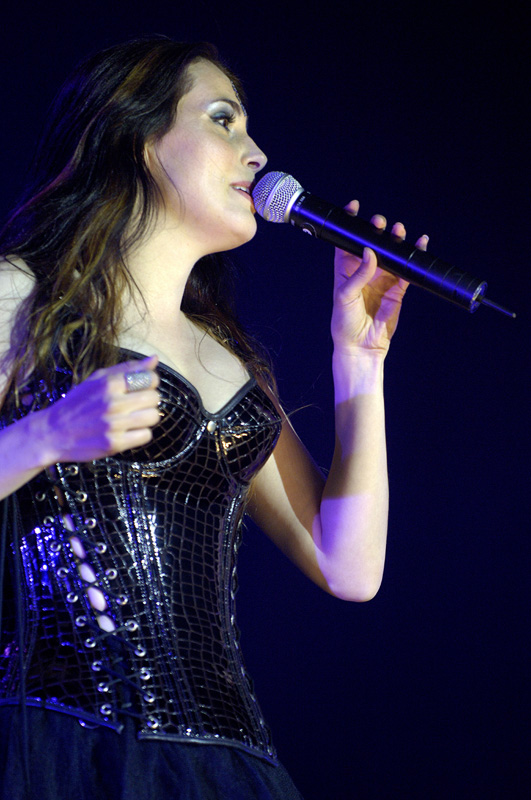
Sharon den Adel (* 1974)

- Adel, Waleed (* 1994), ägyptischer Fußballspieler
- Adel, Yathreb (* 1996), ägyptische Squashspielerin
- Adela von Blois († 1137), französische Adlige
- Adela von Champagne († 1206), Königin von Frankreich, dritte Ehefrau Ludwigs VII. von Frankreich
- Adela von Flandern († 1115), Königin von Dänemark, später Herzogin von Apulien und Kalabrien
- Adela von Frankreich († 1079), Gräfin von Flandern
- Adela von Hamaland, Gräfin von Drenthe
- Adela von Pfalzel, Äbtissin
- Adela von Vohburg, Ehefrau von Friedrich I. Barbarossa
- Adela, Dingete (* 2004), äthiopische Speerwerferin
- Adelaar, Frans (* 1960), niederländischer Fußballspieler und Fußballtrainer
- Adelaar, Peter (1947–2004), niederländischer Judoka
- Adelaar, Willem (* 1948), niederländischer Linguist
- Adélaïde de Toulouse († 1200), durch Heirat mit Roger II. Trencavel Vizegräfin von Béziers und Carcassonne
- Adélaïde d’Orléans (1777–1847), französische Prinzessin aus dem Haus Orléans-Bourbon
- Adelaide von Brabant, Gräfin von Looz, Auvergne und Boulogne
- Adélaïde von Frankreich (1732–1800), Prinzessin von Frankreich und NavarraAdélaïde von Frankreich (1732–1800)

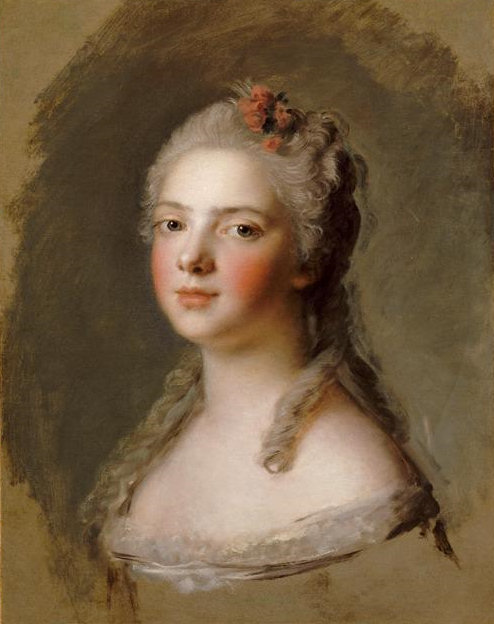
Adélaïde von Frankreich (1732–1800)

- Adélaide von Vermandois, Gräfin von Vermandois und Valois
- Adelaide, François (* 1974), seychellischer Politiker, Mitglied der Nationalversammlung
- Adelaja, Sunday (* 1967), ukrainischer Massenprediger nigerianischer Abstammung
- Adelajda († 1211), polnische Prinzessin
- Adelajda von Polen († 1127), polnische Prinzessin, Markgräfin
- Adelakun, Julius Babatunde (* 1934), nigerianischer Geistlicher, Altbischof von Oyo
- Adelard von Bath, englischer Gelehrter
- Adelberger, Alfons (1925–2000), deutscher Politiker (CSU)
- Adelberger, Eric G. (* 1938), US-amerikanischer experimenteller Kernphysiker und Gravitationsphysiker
- Adelborg, Gertrud (1853–1942), schwedische Frauenrechtlerin
- Adelborg, Maria (1849–1940), schwedische Textilkünstlerin
- Adelborg, Ottilia (1855–1936), schwedische Aquarellmalerin, Schriftstellerin, Pionierin im Bereich Comics und Heimatforschung
- Adelbrecht, deutschsprachiger Legendendichter und Priester
- Adelbrecht, Josef (1910–1941), österreichischer Fußballspieler
- Adelbulner, Michael (1702–1779), deutscher Mathematiker, Physiker und Astronom
- Adelburg, August von (1830–1873), Geiger und Komponist
- Adelchis, König der Langobarden
- Adelcrantz, Carl Fredrik (1716–1796), schwedischer Architekt
- Adele (* 1988), britische Pop-, Soul-, Jazz- und R&B-SängerinAdele (* 1988)

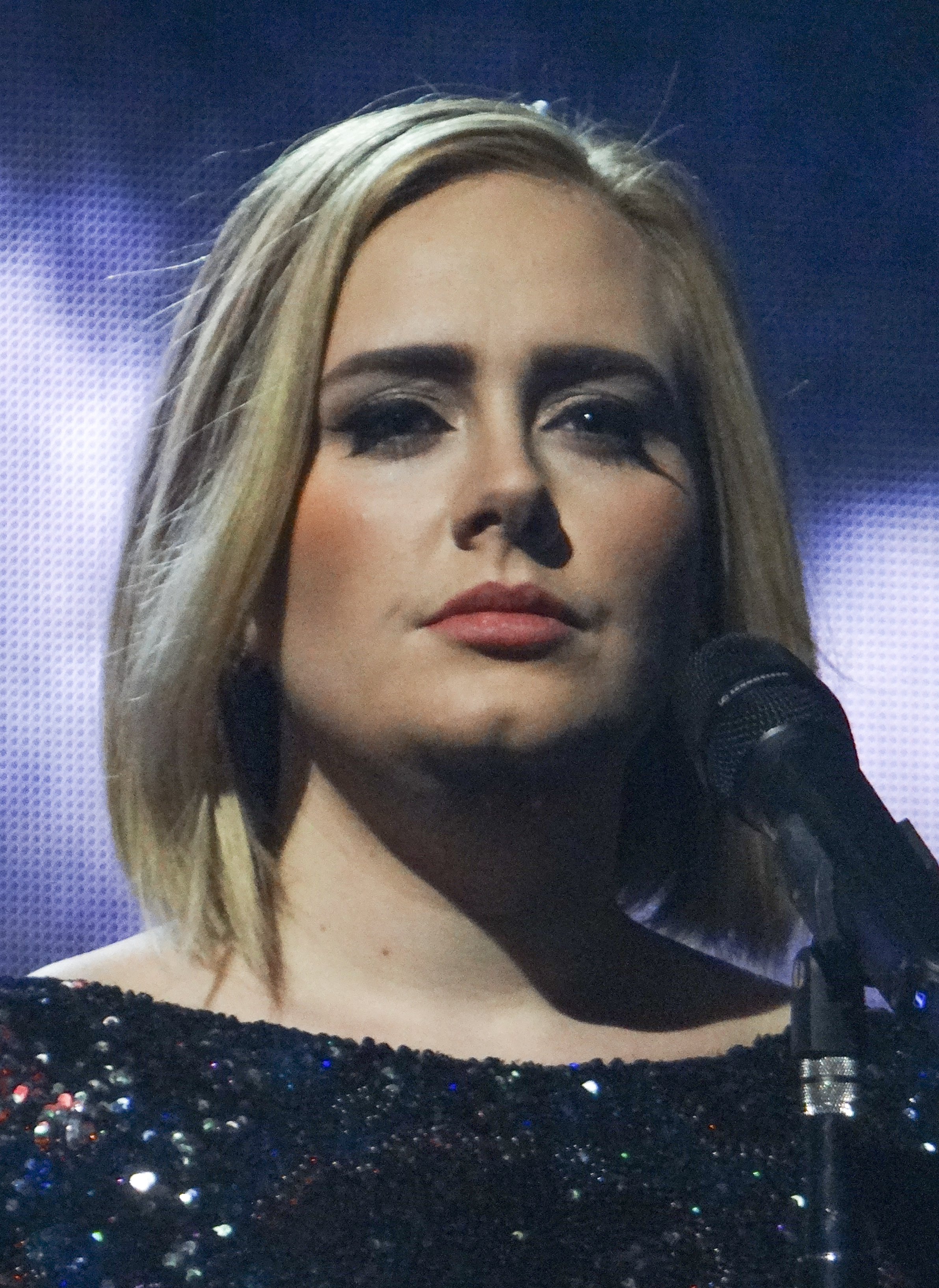
Adele (* 1988)

- Adèle de Selvesse, Gründerin der nordfranzösischen Gemeinde Ardres
- Adele von Maine, erste Gemahlin des späteren französischen Königs Robert I
- Adelebsen, Reinhard von (1826–1883), deutscher Offizier und Politiker, MdR
- Adeleke, Rhasidat (* 2002), irische Sprinterin
- Adeleke, Seyi (* 1991), nigerianischer Fußballspieler
- Adelén (* 1996), norwegische Popsängerin
- Adeler, Christian Lente Freyherr von (1784–1844), deutscher Jurist und Amtmann
- Adeler, Cort (1622–1675), norwegischer Seefahrer
- Adeleye, Dele (* 1988), nigerianischer Fußballspieler
- Adelgaard, Aske (* 2003), dänischer Fußballspieler
- Adelgeim, Tamara Friedrichowna (1904–1979), sowjetische Schauspielerin
- Adelgreif, Johann Albrecht († 1636), deutscher Prophet, als Hexer hingerichtet
- Adelgunde Auguste von Bayern (1823–1914), Prinzessin von BayernAdelgunde Auguste von Bayern (1823–1914)

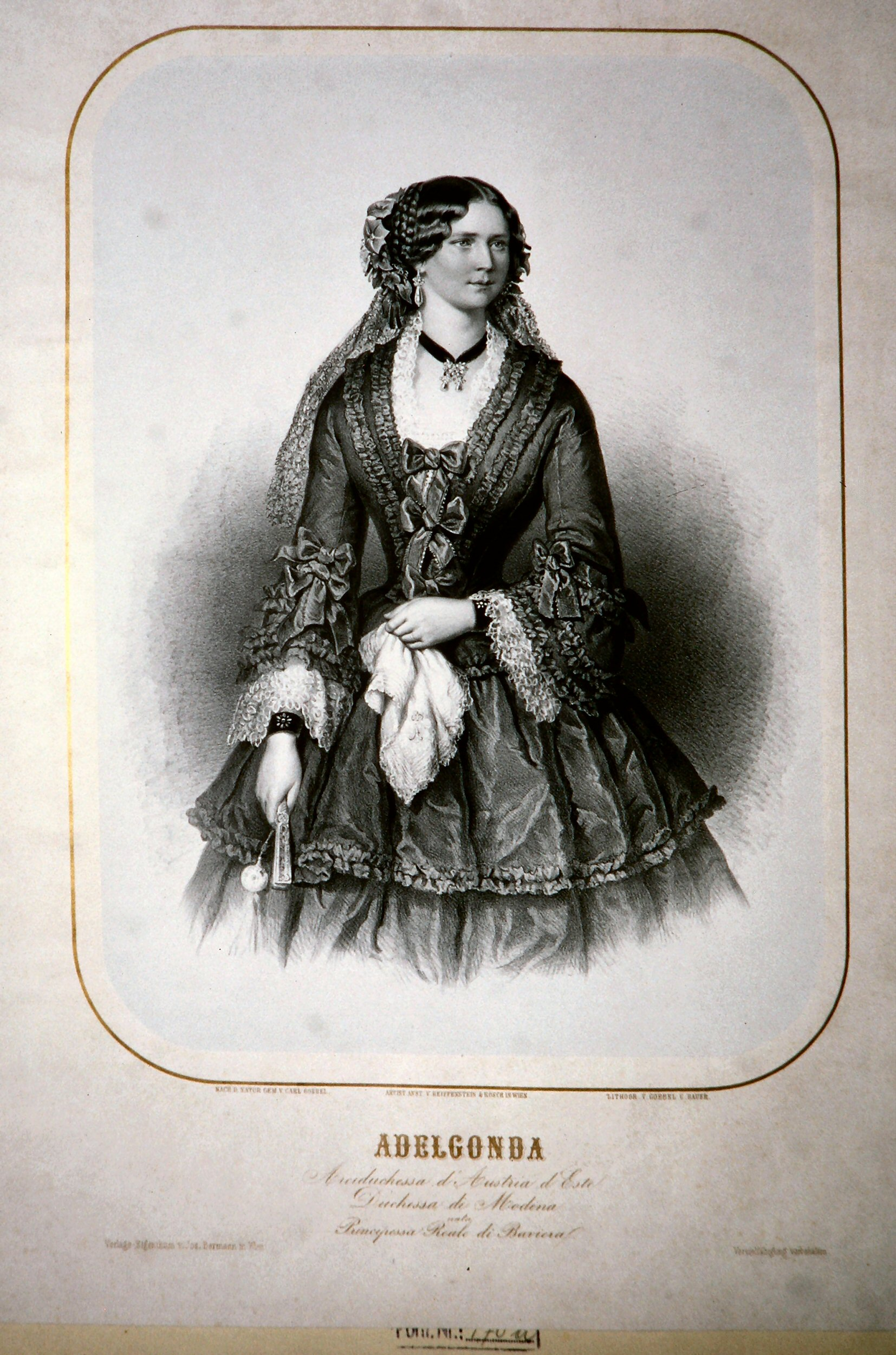
Adelgunde Auguste von Bayern (1823–1914)

- Adelgunde von Bayern (1870–1958), Prinzessin von Bayern, durch Heirat Fürstin von Hohenzollern-Sigmaringen
- Adelgunde von Portugal (1858–1946), Infantin von Portugal und Herzogin von Guimarães
- Adelhaid von Lupfen († 1371), Äbtissin des Damenstifts Buchau
- Adelhardt, Christine (* 1964), deutsche Journalistin
- Adelhardt, Sebastian (* 1979), deutscher Kirchenmusiker und Organist
- Adelheid, Äbtissin
- Adelheid, Stifterin des Klosters Walkenried
- Adelheid Christine zu Schaumburg-Lippe (1821–1899), deutsche Adelige
- Adelheid I. (977–1044), Äbtissin von Quedlinburg, Tochter Kaiser Ottos II.
- Adelheid II. (1045–1096), älteste Tochter Kaiser Heinrichs III. und Agnes von Poitou, Äbtissin von Gandersheim (ab 1061) und von Quedlinburg (ab 1063)
- Adelheid II. von Büren († 1220), Äbtissin im Stift St. Cyriakus in Gernrode
- Adelheid IV. von Sommerschenburg († 1184), Äbtissin von Gandersheim und Quedlinburg
- Adelheid Marie von Anhalt-Dessau (1833–1916), Prinzessin von Anhalt-Dessau und durch Heirat Großherzogin von Luxemburg
- Adelheid Reuß zu Ebersdorf (1800–1880), deutsche Prinzessin, durch Heirat Fürstin Reuß jüngerer Linie
- Adelheid von Anhalt-Bernburg-Schaumburg-Hoym (1800–1820), Prinzessin von Anhalt-Bernburg-Schaumburg-Hoym, durch Heirat Erbprinzessin zu Lübeck und Prinzessin zu Holstein-Oldenburg
- Adelheid von Anjou († 1026), französische Adelige aus dem Haus der Grafen von Anjou
- Adelheid von Aquitanien († 1004), Königin von Frankreich
- Adelheid von Baden († 1295), Äbtissin von Lichtenthal
- Adelheid von Braunschweig († 1274), Landgräfin von Hessen
- Adelheid von Braunschweig-Grubenhagen (1285–1320), durch Heirat Königin von Böhmen
- Adelheid von Burgau, Gattin des Grafen Rudolf II. von Montfort-Sargans
- Adelheid von Burgund († 999), deutsche Kaiserin, HeiligeAdelheid von Burgund († 999)

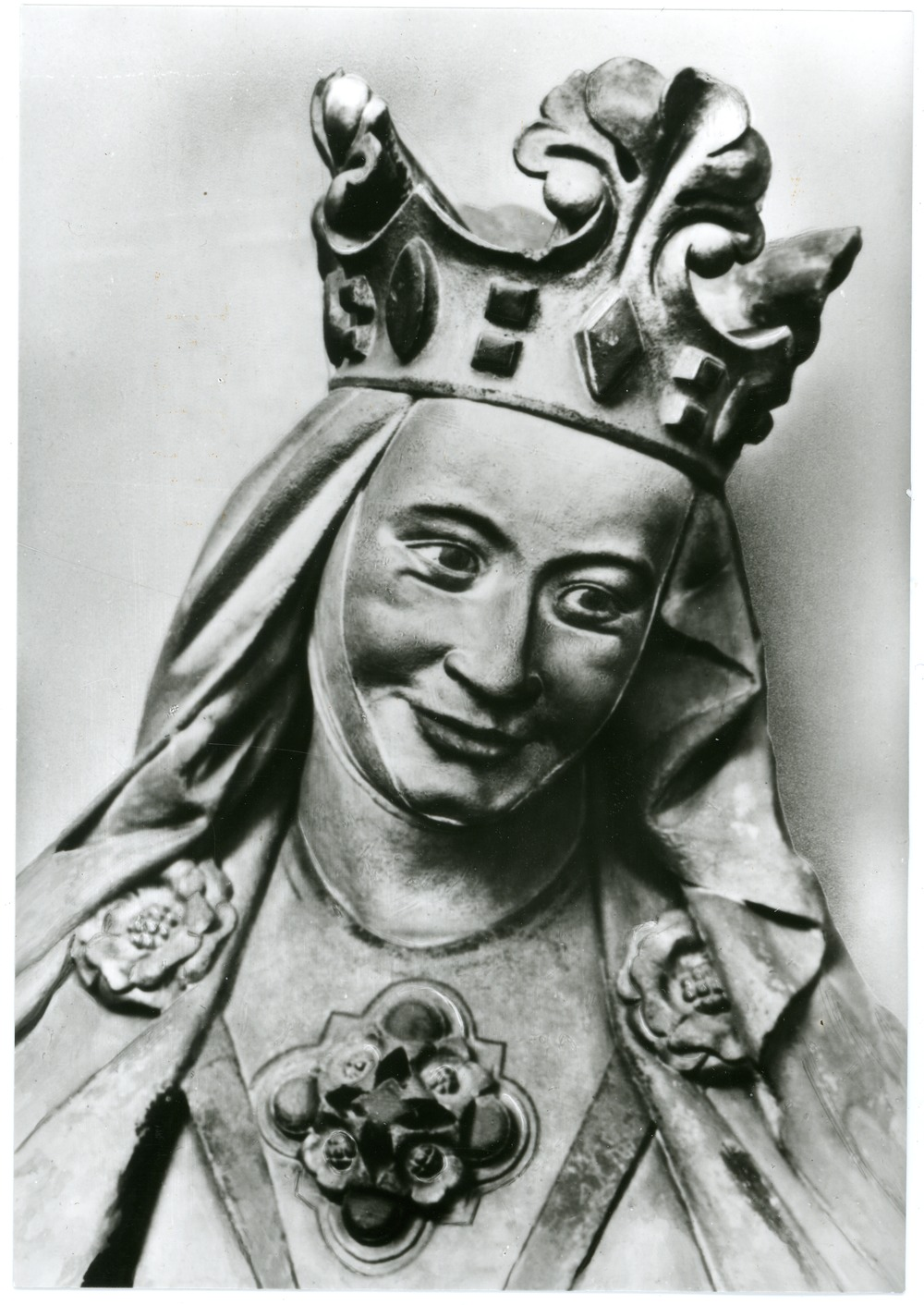
Adelheid von Burgund († 999)

- Adelheid von Dohna († 1342), Burggräfin
- Adelheid von Enzberg († 1120), Stifterin des Klosters Blaubeuren
- Adelheid von Friaul († 901), zweite Gemahlin des westfränkischen Königs Ludwig II.
- Adelheid von Frontenhausen, Stifterin des Klosters Baumburg
- Adelheid von Görz († 1291), Adlige
- Adelheid von Heinsberg und Blankenburg, Gräfin von Nassau und Frau von Heinsberg und Blankenburg
- Adelheid von Hessen (1324–1371), Königin von Polen
- Adelheid von Holland († 1284), Regentin von Holland
- Adelheid von Katzenelnbogen († 1288), Gräfin von Nassau und Gräfin von Katzenelnbogen
- Adelheid von Kiew († 1109), zweite Gemahlin Heinrichs IV., Kaiserin des Heiligen Römischen Reichs
- Adelheid von Krautheim, Äbtissin von Lichtenthal
- Adelheid von Lauffen, deutsche Adlige
- Adelheid von Loccum-Hallermund, deutsche Tochter von Graf Wilbrand I. von Loccum-Hallermund
- Adelheid von Löwen († 1151), zweite Ehefrau des englischen Königs Heinrich I.Adelheid von Löwen († 1151)

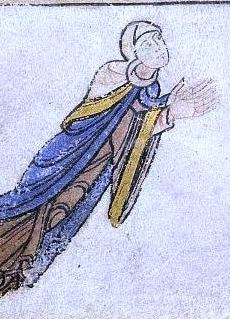
Adelheid von Löwen († 1151)

- Adelheid von Markdorf († 1303), Äbtissin des Damenstifts Buchau
- Adelheid von Meißen († 1211), Ehefrau des Königs Ottokar I. von Böhmen
- Adelheid von Metz, Gemahlin Heinrichs von Speyer und Mutter Kaiser Konrads II.
- Adelheid von Murkart, zweite thurgauische Äbtissin des Fraumünster Zürich
- Adelheid von Ochsenstein († 1314), Markgräfin von Baden
- Adelheid von Österreich (1822–1855), Königin von Sardinien
- Adelheid von Plassenberg († 1460), deutsche Äbtissin
- Adelheid von Ravensberg, Landgräfin von Hessen
- Adelheid von Riedenburg, Königin von Ungarn
- Adelheid von Sachsen-Meiningen (1792–1849), Prinzessin von Sachsen-Meiningen und durch Heirat Royal Consort von EnglandAdelheid von Sachsen-Meiningen (1792–1849)

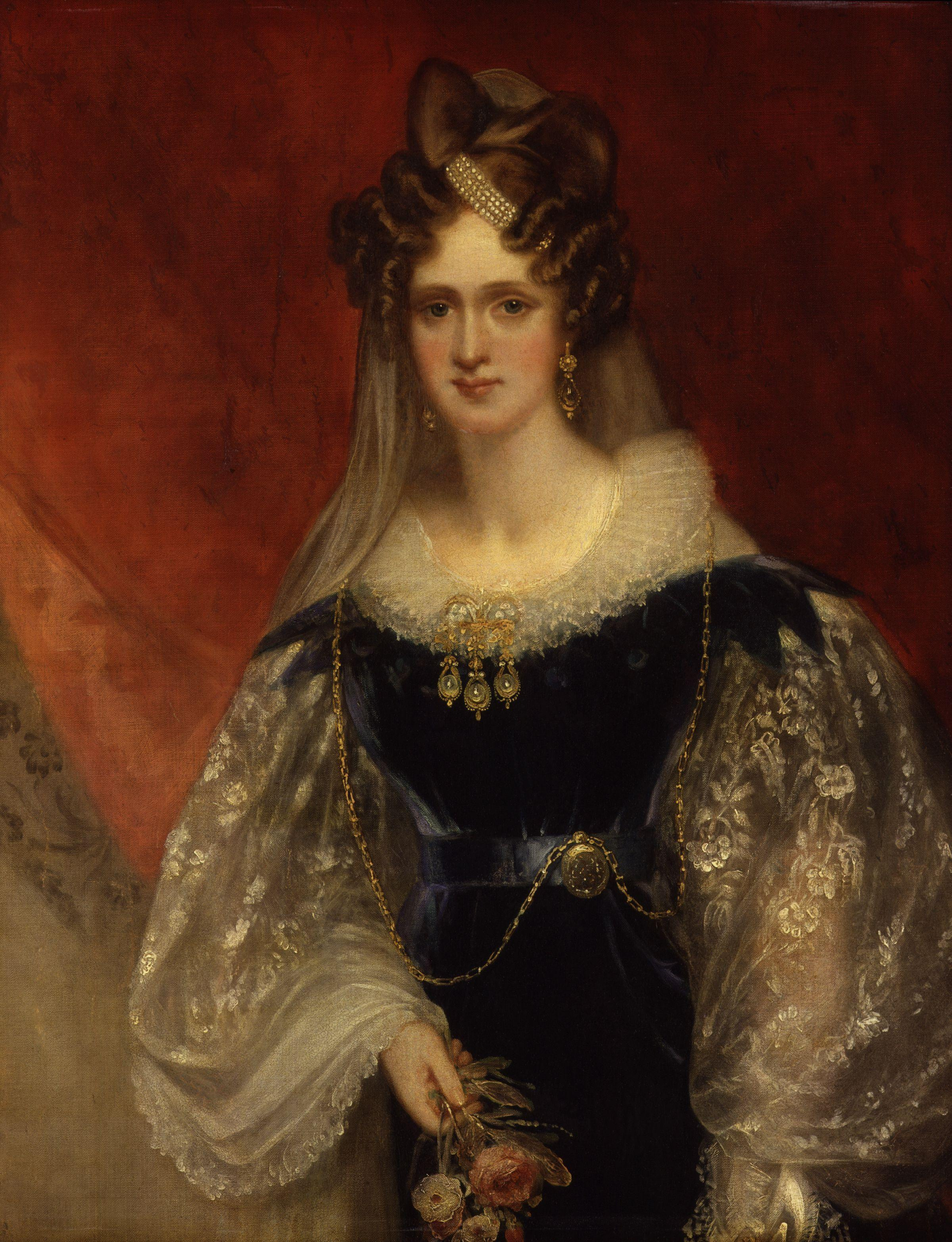
Adelheid von Sachsen-Meiningen (1792–1849)

- Adelheid von Savona (1072–1118), Gräfin von Sizilien, Königin von Jerusalem
- Adelheid von Savoyen († 1154), Königin von Frankreich
- Adelheid von Schwaben († 1090), Königin von Ungarn
- Adelheid von Stade († 1110), Tochter Lothar Udos II.
- Adelheid von Susa († 1091), Markgräfin von Turin
- Adelheid von Thüringen, Adlige und Äbtissin
- Adelheid von Tours, Gemahlin Konrads von Auxerre und Roberts des Tapferen
- Adelheid von Tübingen, Gräfin aus dem Haus der Pfalzgrafen von Tübingen
- Adelheid von Tübingen, Gräfin aus dem Haus der Pfalzgrafen von Tübingen, Gattin des Kuno III. von Münzenberg
- Adelheid von Tübingen-Herrenberg († 1367), Äbtissin von Lichtenthal
- Adelheid von Turin († 1079), Tochter des Grafen Otto von Savoyen
- Adelheid von Vilich, deutsche Äbtissin des Klosters von Vilich
- Adelheid von Waldeck, Gräfin zu Lippe
- Adelheid von Wassel († 1244), durch Heirat Gräfin von Ratzeburg und von Dassel
- Adelheid von Weilheim, Klostergründerin
- Adelheid von Weimar-Orlamünde († 1100), durch Heirat Gräfin von Ballenstedt und Pfalzgräfin bei Rhein
- Adelheid von Ziegenhain († 1388), Äbtissin des Klosters Kaufungen
- Adelheid zu Hohenlohe-Langenburg (1835–1900), deutsche Herzogin von Schleswig-HolsteinAdelheid zu Hohenlohe-Langenburg (1835–1900)

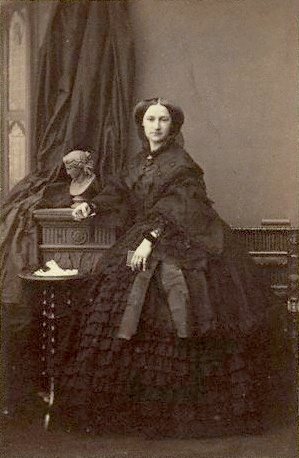
Adelheid zu Hohenlohe-Langenburg (1835–1900)

- Adelheim, Georg (1884–1952), deutsch-baltischer Jurist und Genealoge
- Adelheim, Roman August (1881–1938), estnischer Mediziner und Pathologe
- Adelhelm († 1131), Benediktiner und Abt
- Adelhold († 1100), braunschweigischer Propst von St. Blasius
- Adelindis von Buchau, Äbtissin des Damenstifts Buchau
- Adelindis von Buchau (* 735), Stifterin
- Adeline, Guillaume, französischer Theologe, vermutlich Anhänger der Waldenser und früher Kritiker der Hexenverfolgung
- Adelisse, Antoine (* 1996), französischer Freestyle-Skier
- Adeliza of Barking, englische Äbtissin von Barking Abbey in England
- Adelkhah, Fariba (* 1959), französisch-iranische Anthropologin
- Adelkhani, Mohammad Reza (* 1947), iranischer Fußballspieler
- Adell, Arthur (1895–1962), schwedischer Pfarrer, Theologe und Kirchenmusikschriftsteller
- Adell, Sophie (* 1975), deutsche SchauspielerinSophie Adell (* 1975)

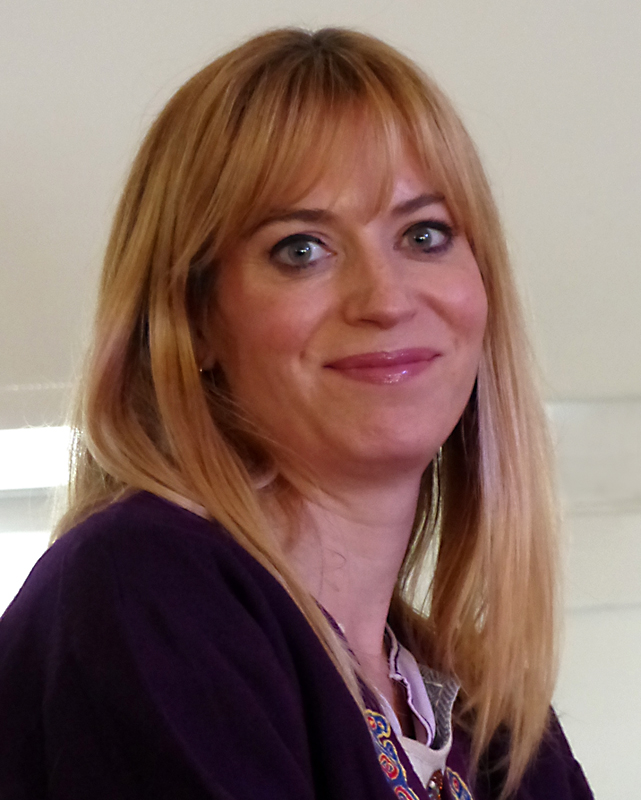
Sophie Adell (* 1975)

- Adelle, Megan (* 1990), US-amerikanische Schauspielerin
- Adelman, Bob (1930–2016), US-amerikanischer Fotograf und Buchautor
- Adelman, Irma (1930–2017), rumänisch-amerikanische Wirtschaftswissenschaftlerin und Hochschullehrerin
- Adelman, Morris A. (1917–2014), amerikanischer Wirtschaftswissenschaftler
- Adelman, Rick (* 1946), US-amerikanischer Basketballspieler und -trainer
- Adelman, Uri (1958–2004), israelischer Autor, Musiker, Komponist und Computerexperte

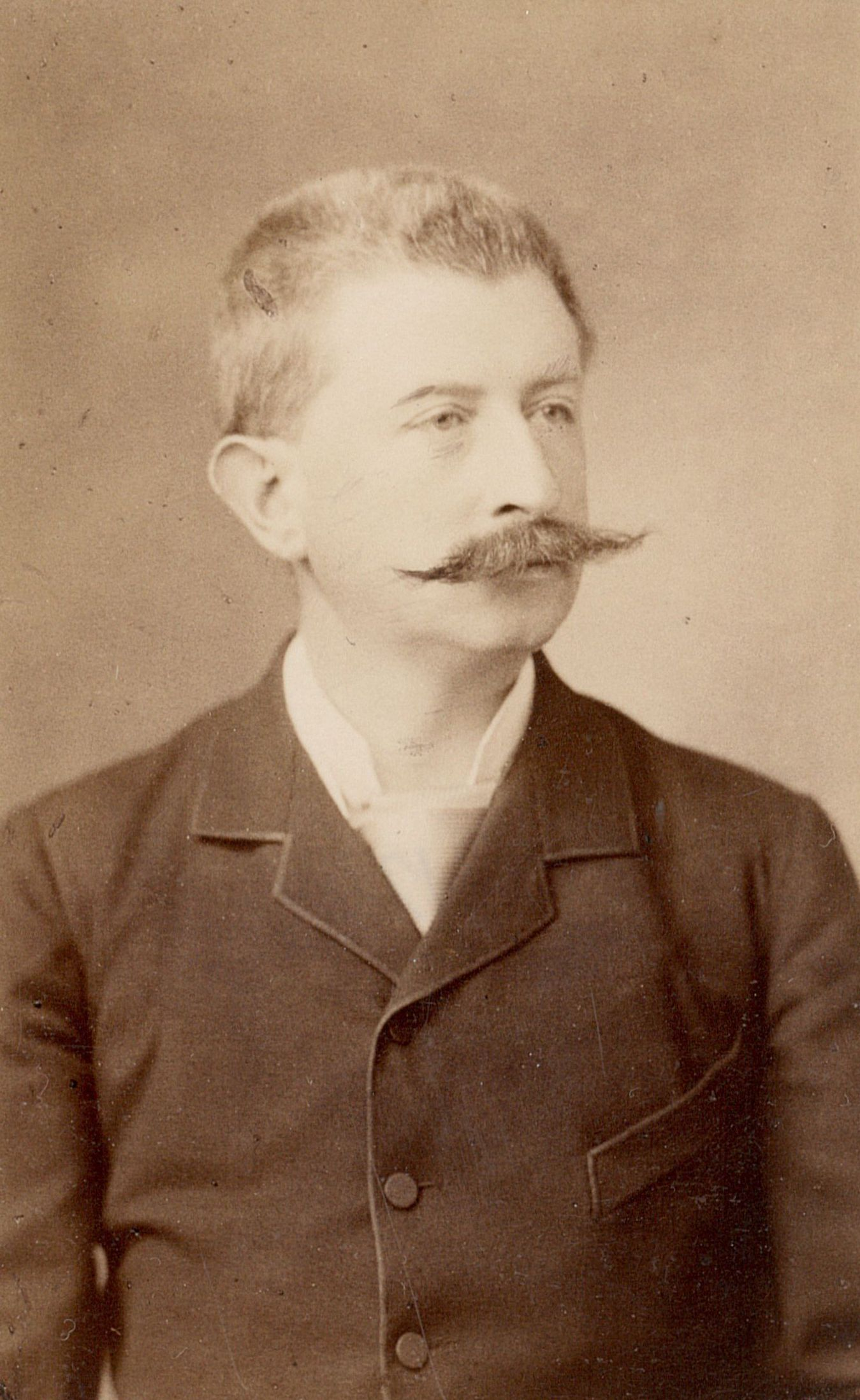
Heinrich Adelmann von Adelmannsfelden (1848–1920)

- Adelmann von Adelmannsfelden, Alfred (1848–1887), deutscher Offizier und Schriftsteller
- Adelmann von Adelmannsfelden, Bernhard († 1523), deutscher Humanist
- Adelmann von Adelmannsfelden, Caspar (1464–1541), deutscher Humanist
- Adelmann von Adelmannsfelden, Franz Xaver (1721–1787), Weihbischof in Augsburg
- Adelmann von Adelmannsfelden, Georg Sigmund Graf (1913–1991), deutscher Kunsthistoriker und Denkmalpfleger
- Adelmann von Adelmannsfelden, Gustav (1858–1938), deutscher Rittergutsbesitzer und württembergischer Kammerherr
- Adelmann von Adelmannsfelden, Heinrich (1848–1920), deutscher Rittergutsbesitzer und Politiker, MdRHeinrich Adelmann von Adelmannsfelden (1848–1920)
- Adelmann von Adelmannsfelden, Johann (1454–1515), Deutschmeister des Deutschen Ordens
- Adelmann von Adelmannsfelden, Johann Christoph (1640–1687), Propst der Fürstpropstei Ellwangen
- Adelmann von Adelmannsfelden, Josef Anselm Graf (1924–2003), deutscher Theologe
- Adelmann von Adelmannsfelden, Joseph Anselm (1728–1805), deutscher Ritterhauptmann
- Adelmann von Adelmannsfelden, Konrad (1462–1547), deutscher Kanoniker und Humanist
- Adelmann von Adelmannsfelden, Raban (1877–1935), deutscher Ministerialbeamter und Diplomat
- Adelmann von Adelmannsfelden, Rainer René Graf (* 1948), deutscher Rechtsanwalt
- Adelmann von Adelmannsfelden, Rudolf (1850–1900), württembergischer Rittergutsbesitzer und Landtagsabgeordneter
- Adelmann von Adelmannsfelden, Sigmund Maria (1876–1926), deutscher Verwaltungsjurist, Landrat und Regierungspräsident
- Adelmann von Beauvais († 846), Bischof von Beauvais
- Adelmann von Lüttich, Bischof von Brescia
- Adelmann, Balthasar (1645–1713), deutscher Jesuit und Lehrer
- Adelmann, Caspar (1641–1703), deutscher Jesuitengelehrter und akademischer Lehrer
- Adelmann, Franz Joseph (1787–1868), deutscher Botaniker, Apotheker und Professor für Naturgeschichte
- Adelmann, Georg von (1811–1888), deutscher Chirurg und Hochschullehrer
- Adelmann, Gerhard (1925–2006), deutscher Historiker
- Adelmann, Heinrich Carl Remigius (1811–1887), Politiker der Freien Stadt Frankfurt
- Adelmann, Joseph (1648–1693), deutscher Jesuit und Hochschullehrer
- Adelmann, Kurt (1930–1978), deutscher Politiker (SPD)
- Adelmann, Olga (1913–2000), deutsche Geigenbauerin
- Adelmann, Quirin Graf (* 1975), deutscher Autor
- Adelmann, Raban (1912–1992), deutscher Politiker (CDU), MdB und Diplomat
- Adelmann, Reinhold (* 1946), deutscher Fußballspieler
- Adelmann, Roland (* 1970), deutscher Arzt und Politiker (SPD), MdL
- Adelmann, Sofie Marie Gräfin (1905–1993), deutsche Politikerin (CDU), MdA
- Adelmann, Vinzenz (1780–1850), deutscher Mediziner
- Adelmund, Karin (1949–2005), niederländische Gewerkschafterin und Politikerin (PvdA)
- Adelog von Hildesheim († 1190), Bischof von Hildesheim (1171–1190)
- Adelperga, Tochter des Langobardenkönigs Desiderius und seiner Gemahlin Ansa
- Adelphus, Bischof von Metz
- Adelphus, Johannes, deutscher Arzt und Schriftsteller
- Adelpodinger, Johann Michael (1734–1800), österreichischer Architekt und Baumeister
- Adelsberger, Abraham (1863–1940), deutscher Fabrikant, Kommerzienrat und Kunstsammler
- Adelsberger, Lucie (1895–1971), deutsche Medizinerin jüdischer Herkunft und Holocaustüberlebende
- Adelsberger, Udo (1904–1992), deutscher Physiker und Erfinder
- Adelsheim, Cleo von (* 1987), deutsche Schauspielerin und ModelCleo von Adelsheim (* 1987)

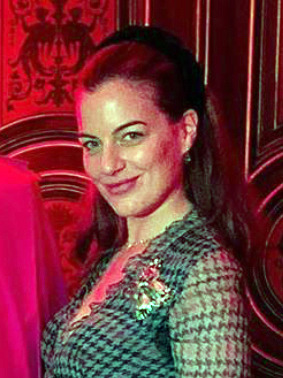
Cleo von Adelsheim (* 1987)

- Adelsheim, Louis von (* 1953), deutsch-Schweizer Künstler
- Adelsköld, Claes Adolf (1824–1907), schwedischer Eisenbahnbaumeister, Architekt, Major, Reichstagsabgeordneter und Schriftsteller
- Adelsköld, Karl Gabriel (1830–1914), schwedischer Landschafts- und Marinemaler
- Adelsmayr, Eugen (* 1959), österreichischer Anästhesist und Intensivmediziner
- Adelsohn Liljeroth, Lena (* 1955), schwedische Politikerin der Moderata samlingspartiet
- Adelson, Leslie A. (* 1951), US-amerikanische Literaturwissenschaftlerin
- Adelson, Miriam (* 1945), israelisch-US-amerikanische Ärztin
- Adelson, Sheldon (1933–2021), US-amerikanischer Unternehmer und Milliardär
- Adelson-Welski, Georgi Maximowitsch (1922–2014), sowjetischer Mathematiker und Informatiker
- Adelssen, Anton (1824–1898), deutscher Bankier
- Adelssen, Robert (1864–1941), deutscher Bankier und Generalkonsul
- Adelstam, Mattias (* 1982), schwedischer Fußballspieler
- Adelstein, Paul (* 1969), US-amerikanischer Schauspieler und DrehbuchautorPaul Adelstein (* 1969)

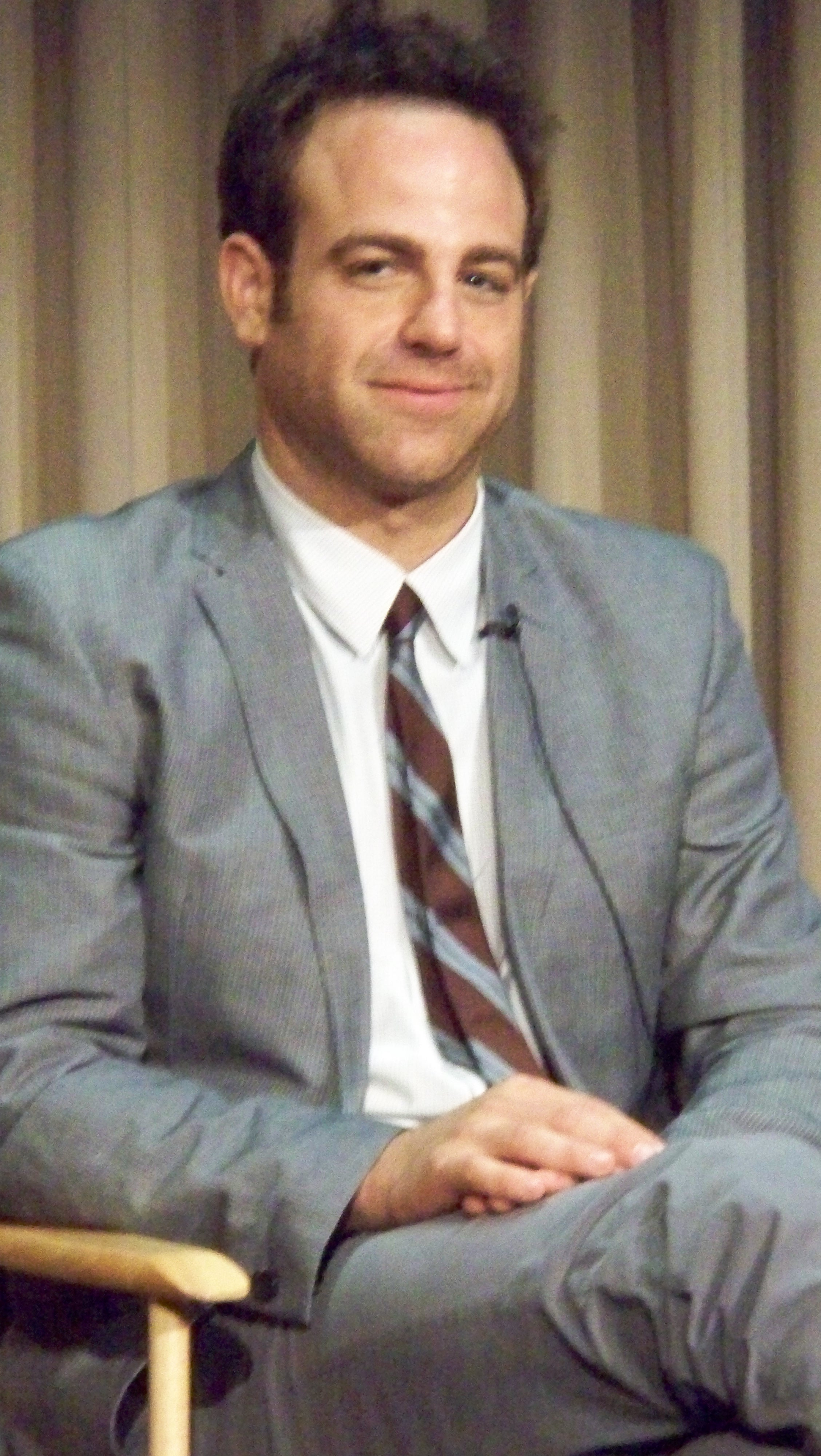
Paul Adelstein (* 1969)

- Adelstein-Rozeanu, Angelica (1921–2006), rumänische Tischtennisspielerin
- Adelswärd-Fersen, Jacques d’ (1880–1923), französischer Aristokrat, Autor und Dichter
- Adelt, Klaus (* 1956), deutscher Politiker (SPD), MdL
- Adelt, Leonhard (1881–1945), deutscher Schriftsteller, Dramatiker, Journalist und Buchhändler
- Adeltrudis, Heilige und Äbtissin
- Adelung, Alexander von (1860–1915), Pomologe
- Adelung, Bernhard (1876–1943), deutscher Politiker, Ministerpräsident von Hessen
- Adelung, Friederike (* 1783), deutsche Schriftstellerin und Erzieherin
- Adelung, Friedrich von (1768–1843), deutsch-russischer Jurist und Sprachwissenschaftler
- Adelung, Johann Christoph (1732–1806), deutscher Bibliothekar und SprachforscherJohann Christoph Adelung (1732–1806)

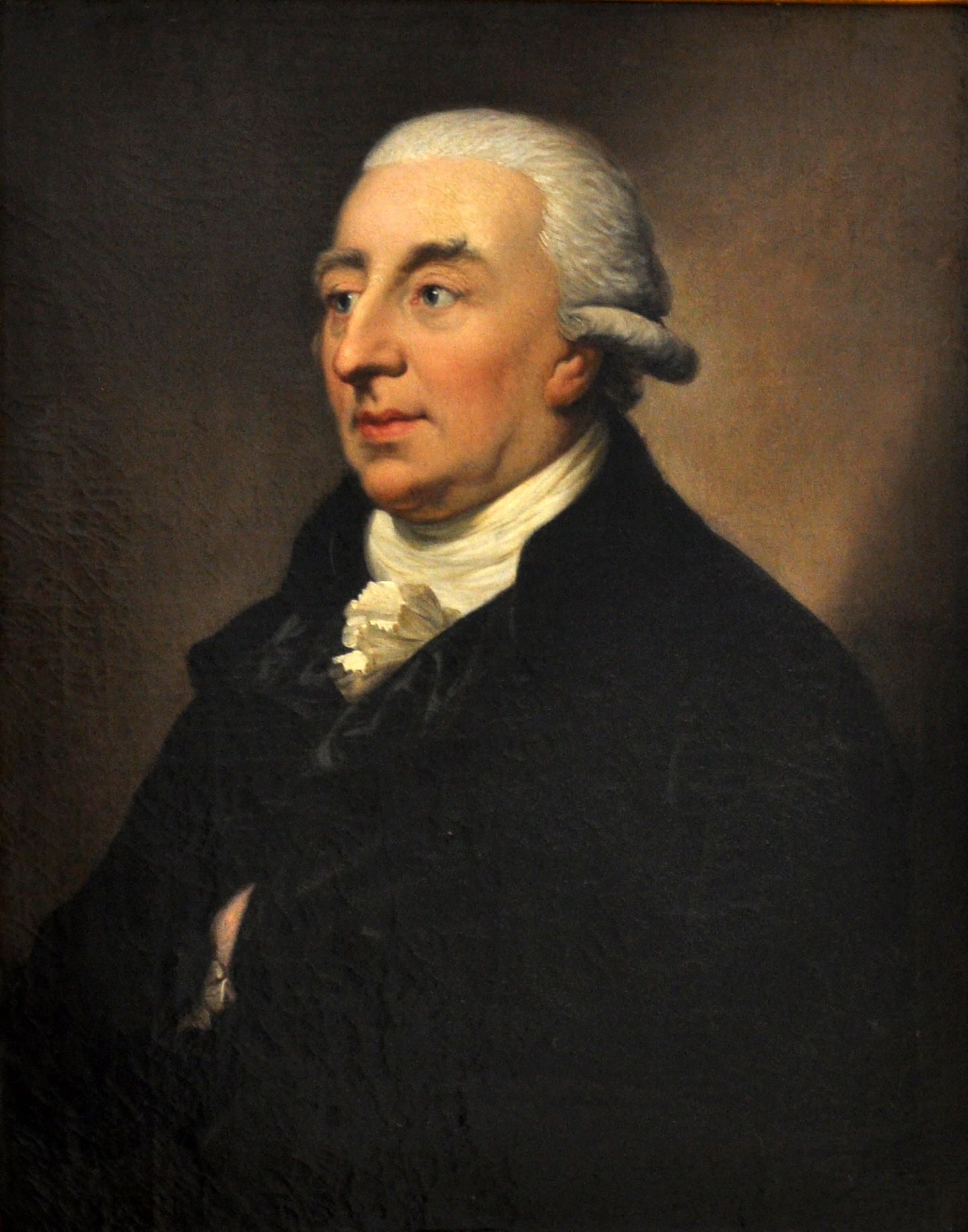
Johann Christoph Adelung (1732–1806)

- Adelung, Nikolaus von (1809–1878), russisch-württembergischer Geheimrat
- Adelung, Nikolaus von (1857–1917), russischer Entomologe
- Adelung, Sophie von (1850–1927), deutsche Schriftstellerin, Übersetzerin und Malerin
- Adelung, Wilhelm (1867–1938), deutscher Konteradmiral der Kaiserlichen Marine
- Adelung, Wolfgang (1920–1994), deutscher Mediziner und Orgelforscher
- Adelungk, Wolfgang Heinrich (1649–1710), deutscher Lehrer und Schriftsteller
- Adelwiva, Heilige, Mutter von Poppo von Stablo

### Adem
- Ádem, Alejandro (* 1961), mexikanischer Mathematiker
- Ádem, José (1921–1991), mexikanischer Mathematiker
- Adem, Khalid (* 1975), erster in den Vereinigten Staaten wegen Beschneidung weiblicher Genitalien Verurteilter
- Adema, Martha (1922–2007), niederländische Sprinterin
- Adémar († 930), Graf von Poitou und Angoulême
- Adémar V. († 1199), Vizegraf von Limoges
- Ademar von Chabannes (989–1034), französischer Mönch und Chronist
- Ademeit, Horst (* 1912), deutscher Jagdflieger im Zweiten Weltkrieg
- Ademeit, Horst (1937–2010), deutscher Künstler
- Ademeno, Charles (* 1988), englischer Fußballspieler
- Ademi, Arijan (* 1991), kroatisch-mazedonischer Fußballspieler
- Ademi, Faton (* 2006), deutsch-kosovarischer Fußballspieler
- Ademi, Kemal (* 1996), schweizerisch-deutscher Fussballspieler
- Ademi, Orhan (* 1991), schweizerisch-nordmazedonischer Fussballspieler
- Ademi, Rahim (* 1954), kroatischer GeneralmajorRahim Ademi (* 1954)

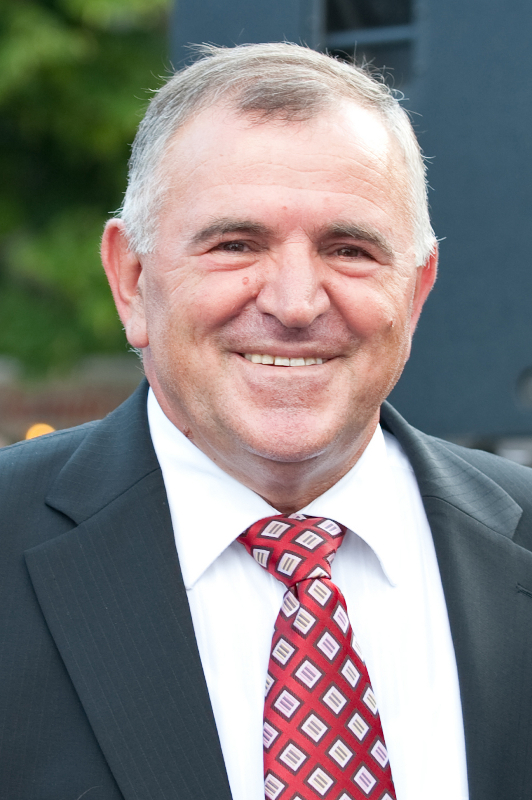
Rahim Ademi (* 1954)

- Ademola, Adetokunbo Adegboyega (1906–1993), nigerianischer Rechtsanwalt und Richter
- Ademollo, Alessandro (1826–1891), italienischer Historiker und Musikforscher
- Ademow, Assim (* 1968), bulgarischer Politiker

### Aden
- Aden, Amal (* 1983), norwegische Autorin und Aktivistin
- Aden, Detthold (* 1948), deutscher Kaufmann
- Aden, Dietrich (* 1988), deutscher Kommunalpolitiker (CDU) und Bürgermeister
- Aden, Gerhard (* 1947), deutscher Politiker (FDP-DVP), MdL
- Aden, Halima (* 1997), somalisch-amerikanische Modedesignerin und ehemaliges Model
- Aden, Hartmut (* 1964), deutscher Rechts- und Politikwissenschaftler
- Aden, Holger (* 1965), deutscher Fußballspieler und -trainer
- Aden, Jens (* 1962), deutscher Lehrer, Dozent und Publizist
- Aden, Menno (* 1942), deutscher Jurist, Autor und HochschullehrerMenno Aden (* 1942)

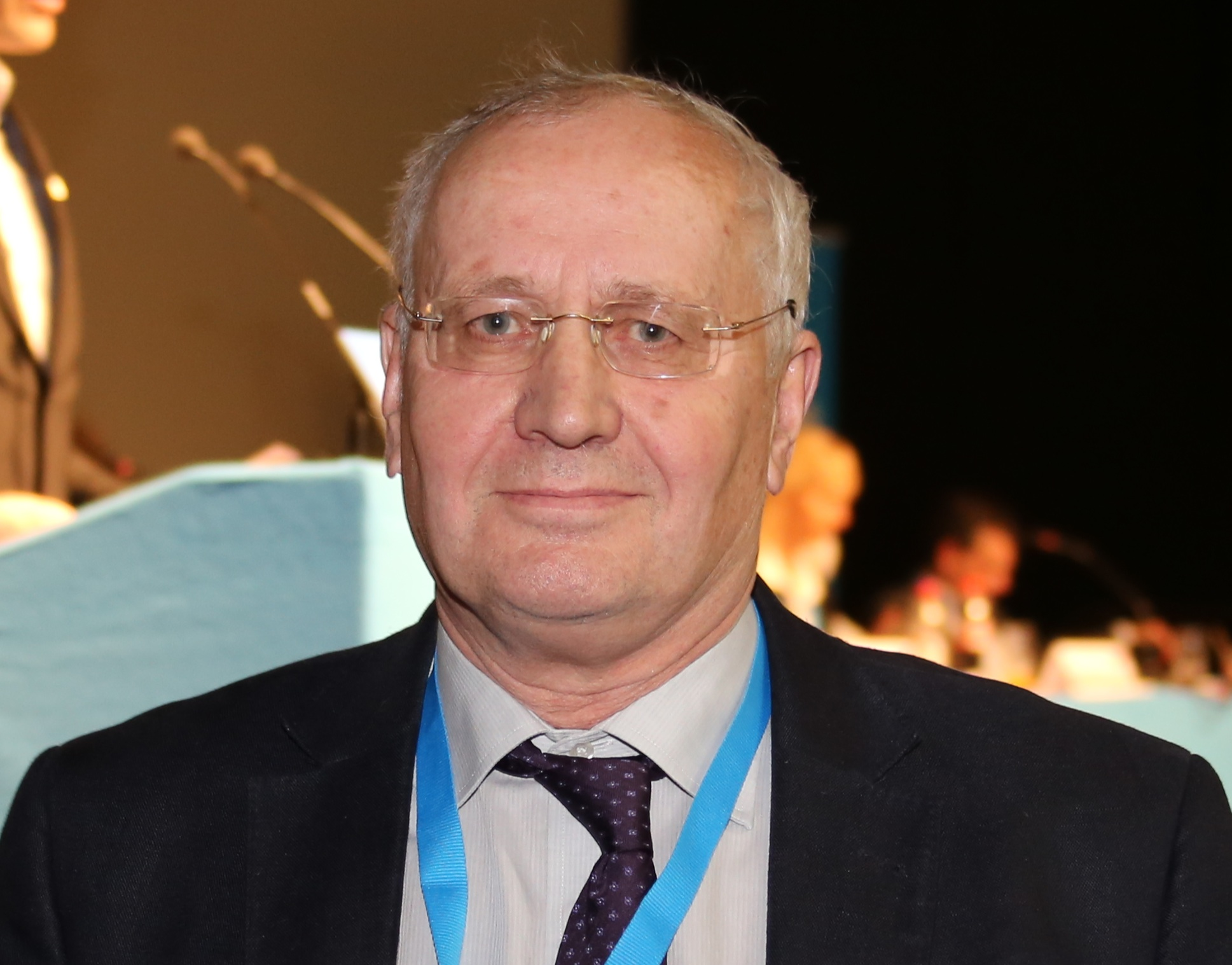
Menno Aden (* 1942)

- Aden, Menno (* 1972), deutscher Künstler
- Aden, Theodor Jakobus (1903–1977), deutscher Chemiker
- Adenauer, August (1872–1952), deutscher Jurist
- Adenauer, Auguste (1895–1948), zweite Ehefrau Konrad Adenauers
- Adenauer, Emma (1880–1916), erste Ehefrau Konrad Adenauers
- Adenauer, Gina-Maria (* 1985), deutsche Automobilrennfahrerin
- Adenauer, Hanna (1904–1978), deutsche Kunsthistorikerin, Stadtkonservatorin in Köln
- Adenauer, Konrad (1876–1967), deutscher Politiker (Zentrum, CDU), MdL MdB, Bundeskanzler der Bundesrepublik Deutschland (1949–1963)Konrad Adenauer (1876–1967)

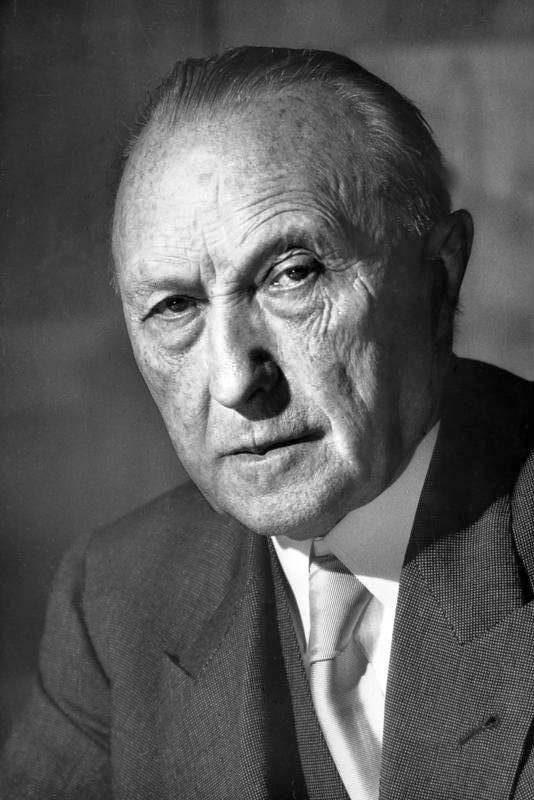
Konrad Adenauer (1876–1967)

- Adenauer, Konrad (* 1945), deutscher Vereinsfunktionär
- Adenauer, Ludwig (1902–1971), deutscher Politiker, Staatssekretär von Nordrhein-Westfalen
- Adenauer, Max (1910–2004), deutscher Politiker (CDU)
- Adenauer, Patrick (* 1960), deutscher Unternehmer
- Adenauer, Paul (1923–2007), katholischer Theologe, Sohn von Konrad Adenauer
- Adenauer, Sven-Georg (* 1959), deutscher Politiker (CDU)
- Adenberg, Wolfgang (* 1967), deutscher Musicalautor, Textdichter und Übersetzer
- Adenet le Roi (1240–1300), französischsprachiger Dichter
- Adeney, Marcus (1900–1998), kanadischer Cellist, Komponist, Musikpädagoge und Schriftsteller
- Adenike Oladosu (* 1994), nigerianische Klimaschutzaktivistin
- Adeniken, Olapade (* 1969), nigerianischer Sprinter
- Adeniran, Samuel (* 1998), US-amerikanischer Fußballspieler
- Adenis, Jules (1823–1900), französischer Journalist, Schriftsteller und Librettist
- Adeniyi, Olasunkanmi (* 1997), US-amerikanischer American-Football-Spieler
- Adénon, Khaled (* 1985), beninischer Fußballspieler
- Adenot, Sophie (* 1982), französische Ingenieurin und Pilotin, Kommandantin der französischen Luftstreitkräfte
- Adenowo, Olajumoke (* 1968), nigerianische Architektin, Unternehmerin und Philanthropin
- Adensamer, Erika (* 1957), österreichische Politikerin (ÖVP), Landtagsabgeordnete
- Adenuga, Mike (* 1953), nigerianischer Unternehmer

### Adeo
- Adeodato, João Maurício (* 1956), brasilianischer Jurist und Rechtsphilosoph
- Adeodatus (* 372), Sohn des Augustinus von Hippo
- Adeodatus I. († 618), Papst (615–618)
- Adeodatus II. († 676), Papst (672–676)
- Adeola, Ayo (* 2001), nigerianischer Sprinter
- Adeola, Fola (* 1954), nigerianischer Politiker
- Adéoti, Jordan (* 1989), beninischer Fußballspieler
- Adeoye, Bankole, nigerianischer Diplomat und Kommissar der Afrikanischen Union
- Adeoye, Margaret (* 1985), nigerianisch-britische Sprinterin

### Adep
- Adepo, Jovan (* 1988), britisch-US-amerikanischer Film- und TheaterschauspielerJovan Adepo (* 1988)

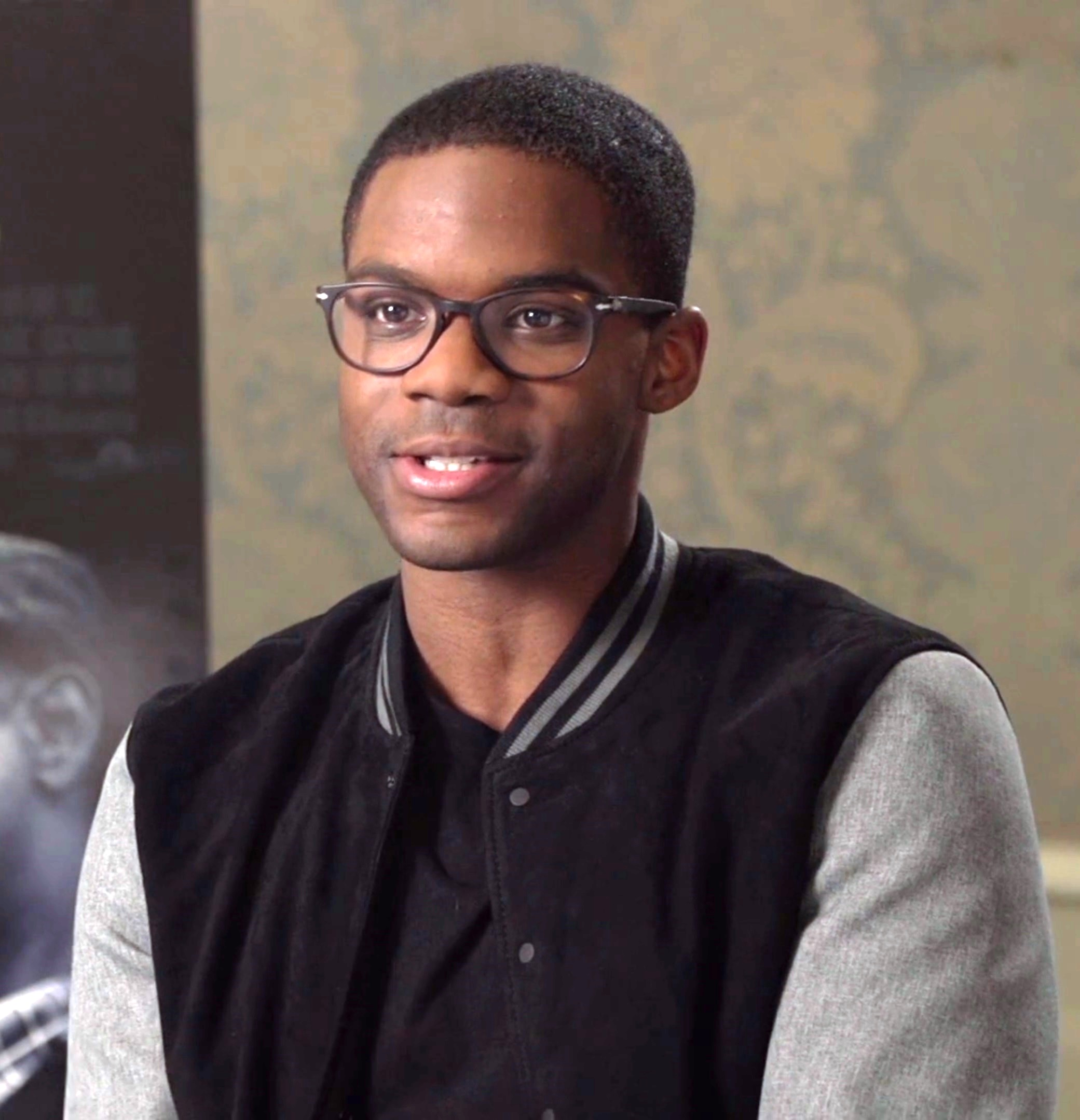
Jovan Adepo (* 1988)

- Adepoju, Mutiu (* 1970), nigerianischer Fußballspieler

### Ader
- Ader, Bas Jan (1942–1975), niederländischer Video- und Konzeptkünstler
- Ader, Bastiaan Jan (1909–1944), niederländischer reformierter Theologe und Widerstandskämpfer
- Ader, Clément (1841–1925), französischer Luftfahrtpionier und ErfinderClément Ader (1841–1925)

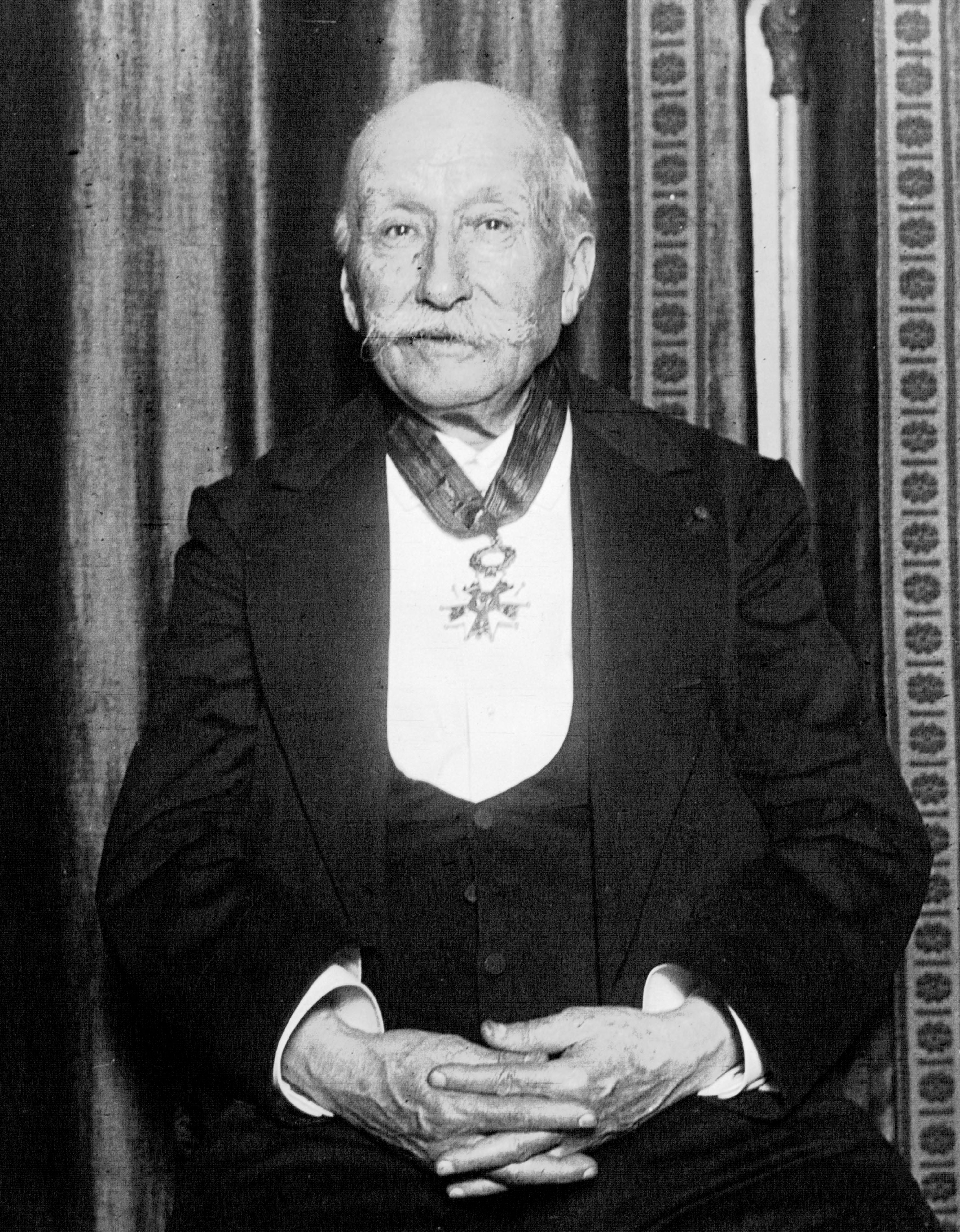
Clément Ader (1841–1925)

- Áder, János (* 1959), ungarischer Politiker (Fidesz), Mitglied des Parlaments, MdEP und Staatspräsident
- Ader, Kurt (* 1961), deutscher Sound Designer, Keyboarder und Komponist
- Ader, Margus (* 1977), estnischer Biathlet
- Ader, Reinhard (* 1949), deutscher Maler und Keramiker
- Ader, Robert (1932–2011), US-amerikanischer Psychologe und Begründer der Psychoneuroimmunologie
- Ader, Viktor (1910–1966), estnischer Fußballnationalspieler
- Ader, Walt (1913–1982), US-amerikanischer Rennfahrer
- Ader-Appels, Johanna Adriana (1906–1994), niederländische Predigerin und Widerstandskämpferin während des Zweiten Weltkriegs
- Aderaw, Zewditu (* 1996), äthiopische Langstreckenläuferin
- Aderca, Felix (1891–1962), rumänischer Autor
- Adere, Berhane (* 1973), äthiopische Langstreckenläuferin
- Aderhold, Bruno (1915–2005), deutscher Opernsänger (Bariton)
- Aderhold, Bubi (1924–2008), deutscher Jazzmusiker
- Aderhold, Dieter (1939–1989), deutscher Politikwissenschaftler, Hochschullehrer und Politiker (SPD)
- Aderhold, Egon (1929–2011), deutscher Sprecherzieher und Schriftsteller
- Aderhold, Erwin (1901–1976), deutscher Film- und Theaterschauspieler
- Aderhold, Gisela (* 1972), deutsche SchauspielerinGisela Aderhold (* 1972)

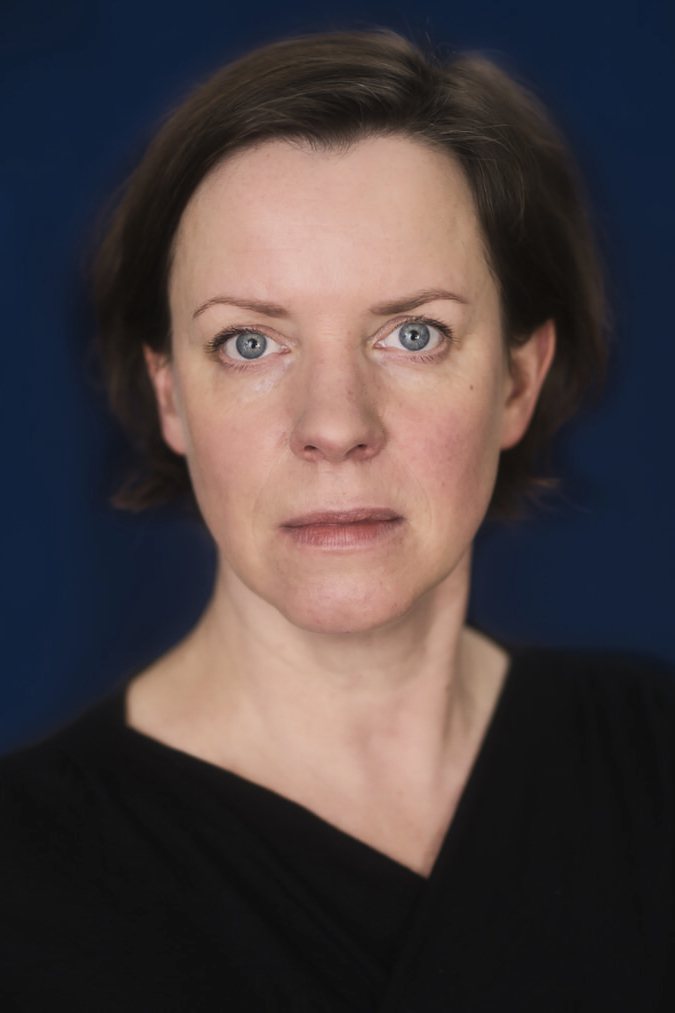
Gisela Aderhold (* 1972)

- Aderhold, Hanns (1919–1987), deutscher Wasserspringer
- Aderhold, Karl (1884–1921), deutscher Politiker (USPD), MdR
- Aderhold, Peter (* 1966), deutscher Komponist und Dirigent
- Aderhold, Rudolf (1865–1907), deutscher Botaniker und Mykologe
- Aderhold, Werner (1937–2021), deutscher Musikwissenschaftler
- Aderholt, August Eduard (1828–1890), deutscher Schriftsteller
- Aderholt, Robert (* 1965), US-amerikanischer Rechtsanwalt, Richter und Politiker der Republikanischen Partei
- Aderin-Pocock, Maggie (* 1968), nigerianisch-britische Weltraumwissenschaftlerin und Wissenschaftspädagogin
- Aderkas, Claus von (1919–2007), deutscher evangelischer Pastor
- Aderkas, Emanuel Hugo Eugen Ottokar von (1859–1921), russischer Verwaltungsjurist, Geheimer Rat und Besitzer des Gutes Peudehof und Koik auf Ösel
- Aderkas, Fabian von († 1683), baltendeutscher General der schwedischen Armee
- Aderkas, Friedrich Wilhelm Karl von (1767–1843), deutscher Offizier und Professor für Kriegswissenschaft
- Aderkas, Gotthard Emanuel von (1773–1861), deutsch-baltischer Diplomat und Verwaltungsbeamter
- Aderkas, Heinrich Otto von (1770–1840), Generalquartiermeister, Generalleutnant
- Aderpul, Thomas († 1556), Geistlicher der Reformationszeit
- Aders, Erwin (1881–1974), deutscher Maschinenbauingenieur, Nutzfahrzeugkonstrukteur und Chefkonstrukteur von Henschel & Sohn während des Zweiten Weltkriegs
- Aders, Gebhard (* 1939), deutscher Archivar
- Aders, Jakob (1768–1825), deutscher Bürgermeister, Banker und Sozialreformer
- Aders, Nicole (* 1967), deutsche Fotografin
- Aders, Oskar (1831–1889), deutscher Jurist, Richter und Mäzen
- Aders, Sebastian († 1649), polnischer Militäringenieur
- Aders, Thomas (* 1961), deutscher Journalist, Dokumentarfilmer und Korrespondent
- Adersbach, Andreas (1610–1660), deutscher Diplomat, Lyriker und Mitglied des Königsberger Dichterkreises

### Ades
- Adès, Thomas (* 1971), englischer Komponist
- Adesanya, Israel (* 1989), neuseeländischer Mixed-Martial-Arts-KämpferIsrael Adesanya (* 1989)

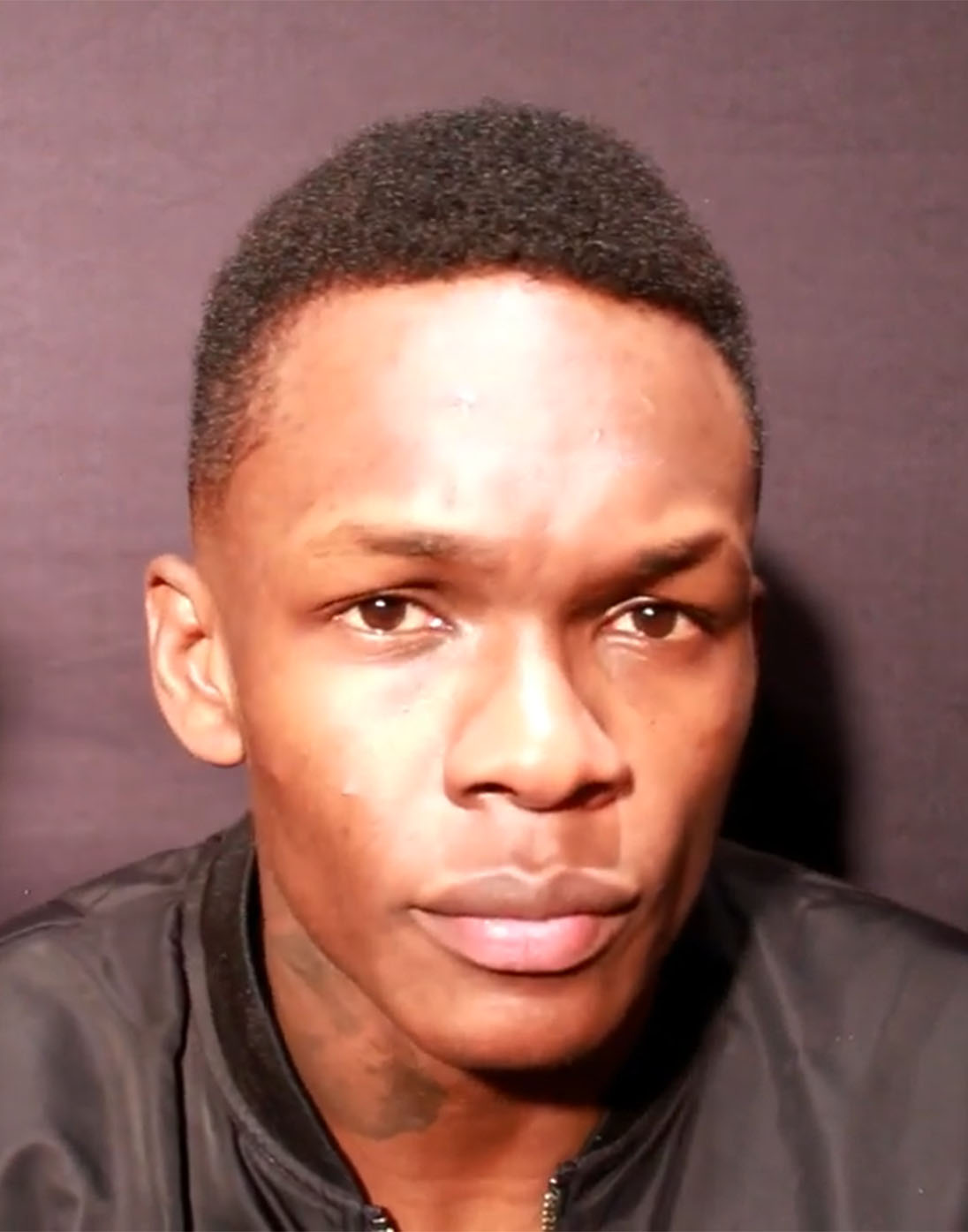
Israel Adesanya (* 1989)

- Adeshina, Adetunji Rasaq (* 2004), nigerianischer Fußballspieler
- Adeshina, Esther (* 2001), britische Tennisspielerin
- Adeshina, Temitope (* 1998), nigerianische Hochspringerin
- Adesina, Akinwumi (* 1960), nigerianischer Politiker, Präsident der Afrikanischen Entwicklungsbank (AfEB)
- Adesina, Femi, nigerianischer Journalist
- Adesina, Francis Obafemi (* 1964), ghanaisch-nigerianischer Geistlicher, römisch-katholischer Bischof von Ijebu-Ode
- Adesina, Mosun (* 1970), nigerianische Hürdenläuferin
- Adesokan, Dorcas Ajoke (* 1998), nigerianische Badmintonspielerin

### Adet
- Adet, Pierre-Auguste (1763–1834), französischer Chemiker
- Adetokunbo, Francis Ofili (* 1988), nigerianischer Musiker
- Adetula, Ayodele (* 1998), deutsch-nigerianischer Fußballspieler
- Adetunji, Adetayo (* 2000), nigerianische Tennisspielerin
- Adetunji, Jordan (* 1999), britischer Rapper und Sänger aus Belfast in Nordirland

### Adev
- Adeva (* 1960), US-amerikanische House- und R&B-Sängerin

### Adew
- Adewale, Toyin (* 1969), nigerianische Dichterin
- Adewole, Tobi (* 1995), US-amerikanisch-nigerianischer Fußballspieler
- Adewumi, Oluwaseun (* 2005), österreichischer Fußballspieler
- Adewumi, Tanitoluwa (* 2010), nigerianisch-amerikanischer Schachspieler
- Adewunmi, Yusuf-Muri (* 1982), deutscher Fußballspieler

### Adey
- Adey, Bryan T. (* 1972), schweizerisch-kanadischer Bauingenieur und Hochschullehrer
- Adey, Christopher (* 1943), britischer Dirigent und Violinist
- Adey, John (* 1943), britischer Sprinter
- Adey, W. Ross (1922–2004), australischer Neurowissenschaftler
- Adeyanju, Iziaq (* 1959), nigerianischer Sprinter
- Adeyemi, Karim (* 2002), deutscher FußballspielerKarim Adeyemi (* 2002)

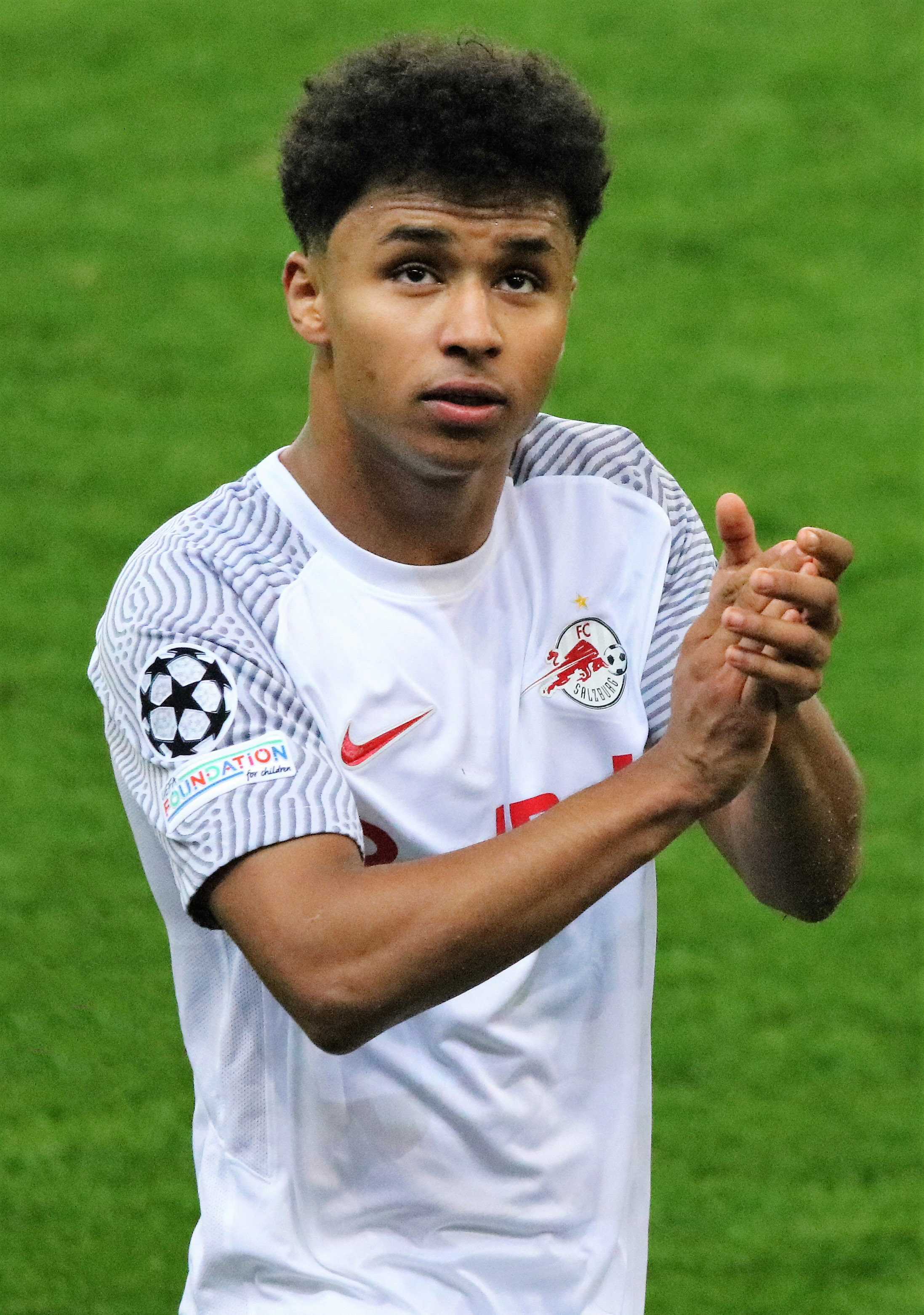
Karim Adeyemi (* 2002)

- Adeyemi, Sikiru (* 1998), nigerianischer Leichtathlet
- Adeyemi, Tomi (* 1993), US-amerikanische Autorin
- Adeyemo, Fatai (* 1961), nigerianischer Tischtennisspieler
- Adeyemo, Wally (* 1981), US-amerikanischer Jurist und Regierungsbeamter
- Adeyinka, Bamtefa (* 2001), nigerianische Mittelstreckenläuferin